# Calamagrostis conwentzii
Calamagrostis conwentzii är en gräsart som beskrevs av Oskar Eberhard Ulbrich. Calamagrostis conwentzii ingår i släktet rör, och familjen gräs. Inga underarter finns listade i Catalogue of Life.